# オリヴァー・バウマン
オリヴァー・バウマン（Oliver Baumann, 1990年6月2日 - ）は、西ドイツ・バーデン＝ヴュルテンベルク州ブライザッハ出身のプロサッカー選手。ブンデスリーガ・TSG1899ホッフェンハイム所属。ドイツ代表。ポジションはゴールキーパー。

## 経歴
2000年にSCフライブルクのユースチームに入団。2010年よりトップチームに昇格し、シモン・ポプランの負傷もあって即座に正GKを獲得。最後までその座を譲らなかった。ポプランが去った2011年より背番号を1に変更。
2014年7月から1899ホッフェンハイムへ完全移籍することが決まった。

## 代表経歴
各年代のドイツ代表に選出されている。
2024年6月8日、EURO2024のメンバーに選出された。
2024年10月15日、UEFAネーションズリーグ第4節オランダ戦で代表デビューを果たし、1ｰ0の完封勝利に貢献した。